# Peter Praet
Peter Praet (Herchen, Eitorf, Renania del Norte-Westfalia, Alemania; 20 de enero de 1949) es un economista alemán, miembro del Comité Ejecutivo y economista jefe del Banco Central Europeo. Dentro del Comité Ejecutivo, Praet es ampliamente considerado como centrista en la aplicación de las decisiones de política monetaria, tal vez incluso un poco «paloma», lo que significa que es más probable que tenga en cuenta las perspectivas de crecimiento económico en la conducción de la política monetaria más que únicamente la inflación, algo habitual en los «halcones».

## Primeros años
Praet es mitad belga mitad alemán, su padre es de Bélgica y a su madre de Alemania. Se graduó de la Universidad libre de Bruselas, con una licenciatura en Economía, una maestría en Economía en 1972, y un Doctorado en Economía en 1980.

## Carrera
Praet fue economista jefe de Fortis Bank. Entre los años 1999 y 2000, sirvió como jefe de gabinete del Ministro de Finanzas belga, Didier Reynders. En esta capacidad, su principal tarea fue la de sentar las bases para la presidencia de Reynders del Eurogrupo en 2001 y supervisar la reforma fiscal más ambiciosa del país en décadas.
Praet fue director ejecutivo del Banco Nacional de Bélgica, de 2000 a 2011. También fue miembro del Comité de Basilea de Supervisión Bancaria y miembro suplente de la Reunión de Economía Global Banco de Pagos Internacionales. Al mismo tiempo, impartía clases de economía monetaria en la Escuela de Economía y Gestión Solvay de Bruselas.

### Banco Central europeo, 2011–presente
Antes de ser finalmente elegido, Praet ya había hecho varios intentos para unirse al Comité ejecutivo del BCE. En 2004, su candidatura fracasó cuando los gobiernos alemán, francés, italiano y español, acordaron que cada uno debería tener siempre un miembro nacional de los seis miembros de la junta y finalmente se eligió a José Manuel González-Páramo. En 2010, cuando Praet buscó la vicepresidencia del banco, los gobiernos acordaron que la posición debe ir a un gobernador de un banco central y no a un director, cargo que Praet ocupaba entonces; como consecuencia, Vítor Constâncio , fue elegido para reemplazar a Lukás Papadimos como vicepresidente. En 2011, Praet sustituyó a Gertrude Tumpel-Gugerell; la otro candidata para el puesto había sido Elena Kohútiková.
Su nombramiento como jefe del departamento de economía en el BCE, que es el que elabora las recomendaciones sobre las decisiones de aplicación de los tipos de interés, prevaleció sobre las recomendaciones de elegir una contraparte francesa o alemana. Fue la primera vez en el banco, tras trece años de historia que la cartera de Economía fue asignada a alguien que no es alemán.

## Otras actividades
- Bruegel, Miembro de la Junta de Síndicos (2004-2011)
- Bruselas Finance Institute (BFI), Miembro del Consejo Asesor Académico (2010-2011)
- Centro de Política europea (CPE), Miembro de la Junta directiva (2004-2007)